# 三面等价原则
三面等價原則指在国内生产总值的計算中，可以采用支出、生产以及分配这三个方面来分别进行核算，而结果应当一致，為一總體經濟學原理。支出法从人民消费、政府投资以及进出口来核算；生产法自各个产业企业的附加值汇总，分配法从劳动报酬、企业盈余、固定资产折旧等加和。它背后的原理是国民经济本身作为一个循环，生产收入等于需求支出，需求支出等于供给产出，供给产出等于生产收入，因此可得到“总收入=总支出=总产出”这样一个等式。这一理念是日本经济学家都留重人所提出的。